# HD 114729 b
HD 114729 b – planeta orbitująca wokół gwiazdy HD 114729. Jej masa minimalna wynosi ok. 0,95 masy Jowisza. Średnia odległość planety od gwiazdy wynosi 2,11 j.a., co odpowiada ponad dwukrotnej odległości Ziemi od Słońca.